# Tegsnäset
Tegsnäset is een plaats in de gemeente Vindeln in het landschap Västerbotten en de provincie Västerbottens län in Zweden. De plaats heeft 58 inwoners (2005) en een oppervlakte van 23 hectare. De plaats ligt aan de rivier de Umeälven en de Europese weg 12 loopt door het dorp.